# Buhl (Idaho)
Buhl es una ciudad ubicada en el condado de Twin Falls en el estado estadounidense de Idaho. En el año 2010 tenía una población de 4122 habitantes y una densidad poblacional de 46,82 personas por km². Se encuentra al sur del estado, sobre la orilla izquierda del curso medio del río Snake, el principal afluente del río Columbia.

## Geografía

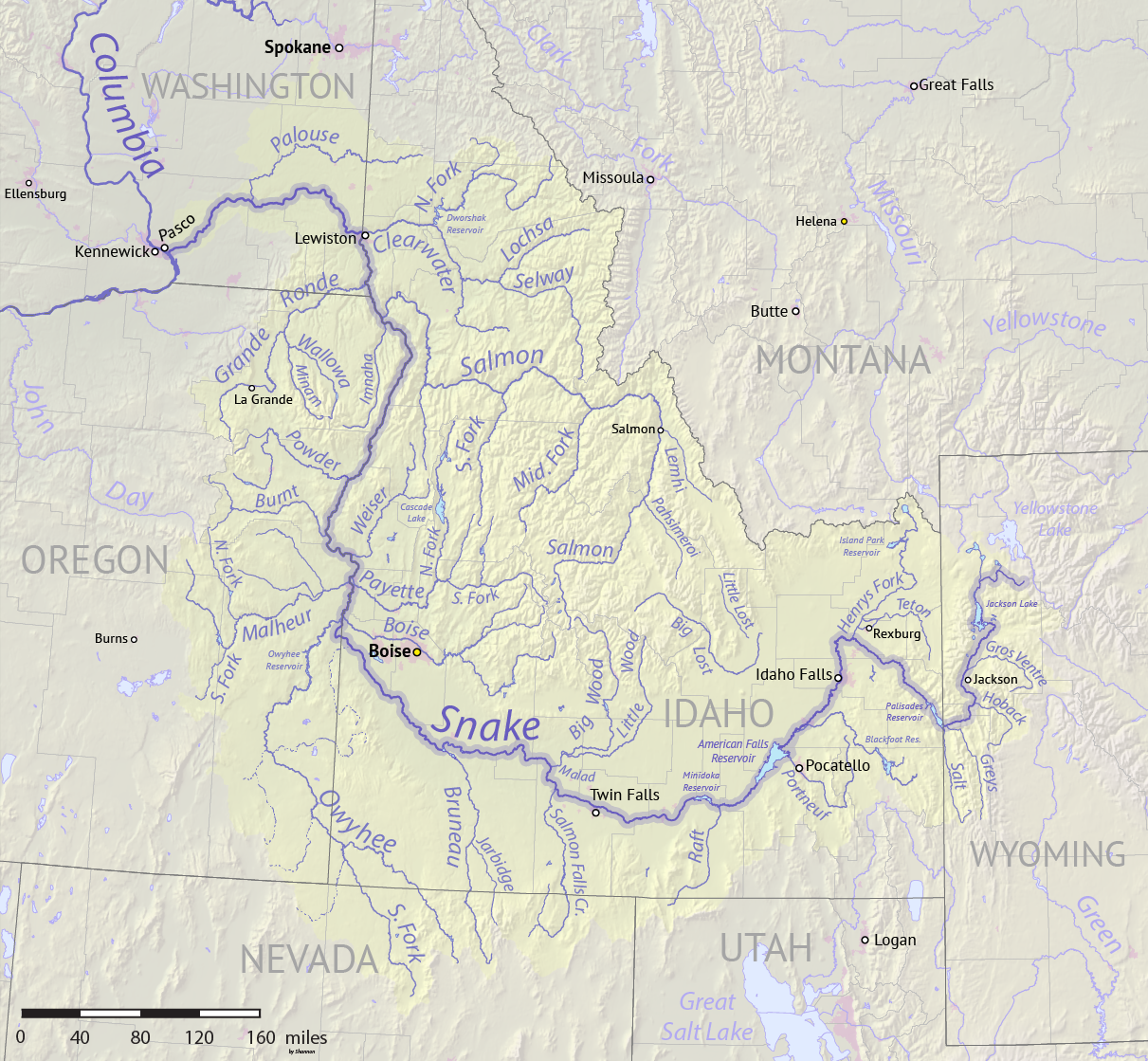
Mapa del río Snake donde aparece Buhl abajo, sobre el curso medio del río

Buhl se encuentra ubicado en las coordenadas 42°36′0″N 114°45′43″O / 42.60000, -114.76194. Según la Oficina del Censo, la localidad tiene un área total de 4,4 km² (1,7 mi²), de la cual 4,4 km² (1,7 mi²) es tierra y 0 km² (0 mi²) (0.0%) es agua.

## Demografía
En el 2000 la renta per cápita promedia del hogar era de $28,644, y el ingreso promedio para una familia era de $34,242. En 2000 los hombres tenían un ingreso per cápita de $26,069 contra $17,069 para las mujeres. El ingreso per cápita para la localidad era de $13,539. Alrededor del 14.3% de la población estaba bajo el umbral de pobreza nacional.